# Konrad von dem Eichhorn († 1381)
Konrad von dem Eichhorn (auch: Coyn van dem Eychorn; * 14. Jahrhundert; † 1. Februar 1381 in Aachen) war Schöffe und Bürgermeister der Reichsstadt Aachen.

## Leben und Wirken
Anhand der gleichen Wohnungsadresse und der Rechtsnachfolge im Schöffenstuhl wird laut Quellen Konrad von dem Eichhorn als einer der Söhne des Johannes von dem Eichhorn vermutet. Er wurde in den Jahren 1338, 1351 und 1364 in den Rat der Stadt Aachen gewählt und zwischenzeitlich im Jahr 1350 in das Schöffenkollegium aufgenommen. Mehrfach wurde von dem Eichhorn nun auch als Gesandter des Landfriedensbündnisses Maas-Rhein eingesetzt, was ihn unter anderem nach Jülich, Köln, Maastricht und Brüssel führte. Dieses im Jahr 1351 gegründete Bündnis zwischen Kurköln und dem Herzogtum Brabant sowie den Städten Aachen und Köln setzte sich unter anderem für die Aufhebung ungerechter Zölle und für den Schutz der reisenden Kaufleute und Pilger ein. Darüber hinaus wurde Konrad von dem Eichhorn in den Jahren 1364 bis 1369 und 1375 bis 1379 als einer der drei Geschworenen Aachens in das Geschworenengericht des Landfriedensbündnisses gewählt.
Zwischenzeitlich gelang Konrad von dem Eichhorn im Jahr 1368 die Wahl zum Bürgermeister der Stadt Aachen. In seine Amtszeit fiel die von ihm und seinem Bürgermeisterkollegen Jakob Colyn zu verantwortende blutige Niederschlagung des Aufstandes der Weber und Tuchwalker, die sich für bessere Arbeitsbedingungen und Bezahlung einsetzten.
Konrad von dem Eichhorn war verheiratet mit einer namentlich nicht überlieferten Dame. Mit ihr hatte er unter anderem den gleichnamigen Sohn Konrad, der ihm als Schöffe nachfolgte und mehrfach Stadtoberhaupt Aachens war. Seit 1359 war Konrad von dem Eichhorn mit dem Hof Imstenrade bei Heerlen belehnt.